# Breuilh
Breuilh (okzitanisch: Bruelh) ist eine Ortschaft und eine Commune déléguée in der französischen Gemeinde Sanilhac mit 274 Einwohnern (Stand: 1. Januar 2022) im Département Dordogne in der Region Nouvelle-Aquitaine.

## Geographie
Breuilh liegt in der Landschaft Périgord, etwa 14 Kilometer südsüdöstlich von Périgueux. 

## Geschichte
Zum 1. Januar 2017 fusionierten Breuilh, Marsaneix und Notre-Dame-de-Sanilhac als Communes déléguées zur neuen Commune nouvelle Sanilhac. Die Gemeinde Breuilh gehörte zum Arrondissement Périgueux und zum Kanton Isle-Manoire. Breuilh war Mitglied im Gemeindeverband Le Grand Périgueux. 

## Bevölkerungsentwicklung
| Jahr                      | 1962 | 1968 | 1975 | 1982 | 1990 | 1999 | 2006 | 2013 |
| Einwohner                 | 131  | 125  | 123  | 123  | 161  | 199  | 213  | 273  |
| Quelle: Cassini und INSEE |      |      |      |      |      |      |      |      |

## Sehenswürdigkeiten
- Kirche

## Gemeindepartnerschaft
Mit der kanadischen Gemeinde Saint-Jacques in Québec besteht seit 1996 eine Partnerschaft.